# Microsoft Outlook
Microsoft Outlook è un programma di Microsoft Corporation e fa parte della suite Microsoft 365 e Microsoft Office. Il software funge da PIM e da client di posta. Più precisamente contiene:
- Un calendario
- Una agenda delle attività
- Le note
- Il diario
- Contatti (rubrica)
- Posta elettronica

Outlook permette anche la sincronizzazione dei dati con Personal Digital Assistant.

## Calendario
Il calendario è simile ad un'agenda cartacea, con il giorno (o i giorni) selezionati suddivisi per 30 minuti (impostazione che può comunque subire personalizzazioni da parte dell'utente).
Facendo doppio click si accede alla finestra di creazione di un nuovo appuntamento che parte (l'orario dell'appuntamento) dal punto dove si è iniziato il doppio click fino a 30 minuti dopo (anche questa impostazione è modificabile). La finestra contiene i campi:
- Oggetto: mini spiegazione visualizzata nella pagina del giorno
- Luogo: luogo dove si ha l'appuntamento
- Categoria: qui si può selezionare una o più categoria di appartenenza dell'appuntamento
- Mostra periodo come: per visualizzare il periodo come occupato, provvisorio, fuori sede o disponibile.
- Promemoria: attiva un messaggio di avvertimento dell'inizio dell'appuntamento visualizzato 15 minuti prima (valore modificabile) NOTA: il messaggio viene visualizzato solo se Outlook è attivo (o ridotto a icona nel vassoio di sistema).

## Agenda delle attività
L'agenda delle attività è un'agenda dove si possono aggiungere, modificare o eliminare attività che non hanno una locazione precisa nel calendario.
Andando su Attività (pulsante in basso) si può accedere ad una tabella indicante le attività. Con il doppio click si aggiunge una nuova attività (se il doppio click viene fatto in una zona vuota) oppure la modifica (se il doppio click viene fatto sopra una già esistente).
La pagina di aggiunta e modifica dell'attività è molto simile a quella del calendario spiegata sopra, fatta eccezione per la priorità e per lo stato (non iniziata, in corso, completata, in attesa e rinviata). Anche qui è possibile attribuire categorie di appartenenza.

## Versioni
L'ultima versione del software è Outlook 2024, che fa parte della suite Microsoft Office 2024. Le versioni sono:
- Microsoft Office Outlook '97
- Microsoft Outlook '98 (distribuito separatamente dal pacchetto Office)
- Microsoft Office Outlook 2000
- Microsoft Office Outlook 2002
- Microsoft Office Outlook 2003
- Microsoft Office Outlook 2007
- Microsoft Office Outlook 2010
- Microsoft Office Outlook 2013
- Microsoft Office Outlook 2016
- Microsoft Office Outlook 2019
- Microsoft Office Outlook 2021
- Microsoft Office Outlook 2024

Outlook presente in 365 corrisponde alla versione corrente della suite dato che è un servizio in abbonamento e quindi riceve aggiornamenti funzionali più frequenti della corrispondente versione in Office.
È presente inoltre in:
- Microsoft Office 98 per Mac (con il nome di Microsoft Entourage)
- Microsoft Office 2001 per Mac (con il nome di Microsoft Entourage)
- Microsoft Office 2011 per Mac
- Microsoft Office 2016 per Mac

## Loghi

Logo di Microsoft Outlook 2000-2003
Logo di Microsoft Outlook 2013-2019
Logo di Microsoft Outlook 2019